# Asuma Ikari
Asuma Ikari (japanisch 碇 明日麻 Ikari Asuma; * 27. Juli 2005 in der Präfektur Kumamoto) ist ein japanischer Fußballspieler.

## Karriere
Asuma Ikari erlernte das Fußballspielen in der Schulmannschaft der Kumamoto Ozu High School. Im August 2023 wurde er von der Schulmannschaft an den Zweitligisten Mito Hollyhock ausgeliehen. Hier kam er jedoch nicht zum Einsatz. Seinen ersten Profivertrag unterschrieb er am 1. Februar 2024 bei Mito Hollyhock. Sein Zweitligadebüt für den Verein aus Mito gab Ikari am 16. Juni 2024 (20. Spieltag) im Heimspiel gegen Blaublitz Akita. Bei dem 1:0-Erfolg wurde er in der 72. Minute für Takeshi Ushizawa eingewechselt. In seiner ersten Profisaison bestritt er neun Zweitligaspiele.
Im Sommer 2025 wurde Ikari zur zweiten Mannschaft von Hannover 96 ausgeliehen.